# Максимович, Вячеслав Александрович
Вячеслав Александрович Максимович (бел. Вячаслаў Аляксандравіч Максімовіч; род. 14 апреля 1944, Пески, Барановичская область) — советский и белорусский тренер по греко-римской борьбе, педагог. Заслуженный тренер СССР, профессор, кандидат педагогических наук, почётный гражданин Гродно, профессор кафедры физического воспитания и спорта ГрГУ им. Янки Купалы  .

## Биография
Родился 14 апреля 1944 года в деревне Пески Щучинского района. После окончания седьмого класса школы собирался поступить в горно-обогатительный техникум в городе Красный Луч на Украине, но не попал в списки студентов, поскольку не знал украинского языка, а диктант на звание русского провалил. После этого уехал в Ростов-на-Дону и поступил там в строительное училище. Тогда же начал заниматься боксом и борьбой. Работать начал не по своей специальности слесаря, а спортивным инструктором в местном ДСО.
В 18 лет стал чемпионом России по классической борьбе среди юношей и членом сборной РСФСР.
Возвратившись в Беларусь, поступил в Институт физкультуры в Минске. В 1972 году окончил Белорусский государственный ордена Трудового Красного Знамени институт физической культуры. В ГрГУ им. Янки Купалы работает с 1970 года: преподавателем, старшим преподавателем, доцентом кафедры физического воспитания. С 2009 по 2019 год – заведующий кафедрой физического воспитания и спорта. В Гродно защитил кандидатскую диссертацию.
В.А. Максимович – опытный тренер, высококвалифицированный преподаватель, активный организатор научно-педагогической, воспитательной и общественной деятельности. Плодотворно осуществляет подготовку спортсменов высокого класса, которые отстаивают честь Республики Беларусь на соревнованиях международного уровня. 
Участвовал в подготовке сборных команд СССР и БССР и Республики Беларусь к самым ответственным стартам. На XXVI Олимпийских играх в Атланте являлся тренером сборной команды страны, занявшей 3 общекомандное место, студенты ГрГУ им. Янки Купалы Валерий Циленьть и Александр Павлов завоевали Олимпийские награды, которые стали первыми в копилке молодого суверенного государства, впервые самостоятельно выступившего на Олимпиаде. Два воспитанника Максимовича В.А. Михалович Олег и Артюхин Сергей успешно выступили на Олимпийских играх в Китае 2008 г., заняв соответственно 5 и 11 место .
За свою многолетнюю тренерскую работу в Гродно Вячеслав Максимович подготовил 5 заслуженных мастера спорта, 26 мастеров спорта международного класса, более 100 мастеров спорта. На чемпионатах Европы, мира, всемирных универсиадах, кубках Европы, мира и Советского Союза воспитанниками В.А. Максимовича завоёвано более 70 медалей различного достоинства. Ученик Максимовича Александр Павлов на Олимпийских играх в Атланте завоевал «серебро». Бронзовую медаль привёз воспитанник Максимовича Валерий Циленьть, а четвёртое место занял Александр Сидоренко — чемпион мира среди студентов. Ещё одним известным подопечным тренера является Сослан Дауров, призёр Европейских игр и Чемпионата Европы.
Более тридцати лет Вячеслав Максимович сочетал преподавание в Гродненском университете с тренерской работой в составе сборной национальной команды Белоруссии по греко-римской борьбе. В 1998—2000 г. главный тренер сборной команды Республики Беларусь. Под его руководством команда республики на чемпионате Европы занимала второе место, на чемпионате мира — четвёртое. С Олимпийских игр в Сиднее подопечный Максимовича Дмитрий Дебелка привёз бронзовую медаль, Валерий Циленьть тогда занял четвёртое место, Вячеслав Макаренко — седьмое, Сергей Лиштван — девятое.
В 1982 году был удостоен звания «Заслуженный тренер БССР», а в 1990 ― «Заслуженный тренер СССР». В 2009 году ему также было присвоено звание Почётного гражданина города Гродно.
Автор более 100 научных работ, из них 8 учебных и учебно-методических пособий, 2 монографии «Эмоции человека в нормальных и стрессорных условиях» и «Спортивная борьба», 16 статей из списка ВАК РБ. В 2017 году издана монография «Спортивная борьба». Автор учебного пособия для студентов вузов «История развития греко-римской борьбы в Республике Беларусь».

## Известные ученики
- Федоренко, Анатолий Людвигович
- Шестаков, Александр Борисович

## Награды и звания
За значительный личный вклад в развитие физической культуры и спорта, пропаганду здорового образа жизни и подготовку высококвалифицированных специалистов-спортсменов В.А. Максимович награждён нагрудным знаком Министерства образования «Отличник образования», Грамотами Министерства спорта и туризма Республики Беларусь, Почётной грамотой и Грамотой Министерства образования Республики Беларусь, Почётными грамотами Гродненского областного и городского исполнительных комитетов, Почётными грамотами Гродненского областного и городского Совета депутатов. Занесён в Книгу Славы Гродненского областного исполнительного комитета.
В.А. Максимович – заслуженный тренер Белорусской ССР, заслуженный тренер СССР, Почётный гражданин города Гродно.
В 2018 году был удостоен Премией «Человек года Гродненщины».
- Заслуженный тренер БССР (1982).
- Судья всесоюзной категории (1984).
- Заслуженный тренер СССР (1990).
- Почётный гражданин города Гродно (2009)[10].

## Членство в общественных объединениях, сотрудничество с государственными органами и иными организациями
В.А. Максимович – член президиума республиканской федерации борьбы, член исполкома Белорусской Ассоциации студенческого спорта, заместитель председателя областной федерации борьбы.